# Papieska elekcja 1088
Papieska elekcja 12 marca 1088 – zakończyła się wyborem Urbana II na następcę Wiktora III.

## Śmierć Wiktora III
Wiktor III zmarł 16 września 1087 w opactwie Monte Cassino, gdyż zaledwie kilka dni po swojej konsekracji w maju 1087 został wygnany z Rzymu przez antypapieża Klemensa III, popieranego przez cesarza Henryka IV. Na łożu śmierci zalecił wybór na swojego następcę kardynała biskupa Ostii Odona de Lagery.

## Krąg elektorów
Dekret In Nomine Domini papieża Mikołaja II z 1059 roku przyznawał uprawnienia elektorskie jedynie kardynałom-biskupom. Regulacja ta była kontestowana przez kardynałów prezbiterów, których wielu w 1084 przystąpiło do antypapieża Klemensa III, przychylnie patrzącego na ich aspiracje. Również ci kardynałowie prezbiterzy którzy pozostali w obozie gregoriańskim domagali się wpływu na wybory papieża, m.in. rozpowszechniając sfałszowaną, korzystną dla nich, wersję dekretu Mikołaja II. Wiadomo, że w 1086 faktycznie brali aktywny udział w elekcji Wiktora III, jednak po jego śmierci powrócono do ściślejszego przestrzegania autentycznej treści dekretu – kardynałowie prezbiterzy byli reprezentowani na elekcji jedynie przez jednego przedstawiciela. Co istotne, na podobnej zasadzie dopuszczono także – prawdopodobnie po raz pierwszy – przedstawiciela diakonów pałacowych, którzy od tej pory, wzorem obediencji antypapieża Klemensa III, zostali dołączeni do grona kardynałów.

## Lista uczestników

### Kardynałowie biskupi
Wszystkich sześciu kardynałów biskupów uczestniczyło w elekcji:
- Ubaldo (kardynał biskup od 1063[1]) – kardynał biskup Sabiny
- Giovanni Minuto (1072[2]) – kardynał biskup Tusculum
- Piotr Igneo OSBVall (1072) – kardynał biskup Albano
- Odon de Lagery OSBCluny (1080) – kardynał biskup Ostii
- Jan (1085) – kardynał biskup Porto
- Bruno (1079) – kardynał biskup Segni

### Kardynałowie-elektorzy niższych rang
W elekcji wzięli udział pojedynczy przedstawiciele kardynałów prezbiterów oraz diakonów pałacowych:
- Rainiero OSBCluny (kardynał od 1078) – kardynał prezbiter S. Clemente; opat S. Lorenzo fuori le mura
- Oderisio de Marsi OSB (diakon od 1059) – kardynał diakon i opat Monte Cassino

## Kardynałowie prezbiterzy i diakoni nie uczestniczący w elekcji
Na podstawie dostępnych danych można ustalić, że w 1088 roku do obediencji gregoriańskiej należało prawdopodobnie jedynie siedmiu kardynałów prezbiterów i trzech kardynałów diakonów, których na elekcji reprezentowali jedynie pojedynczy przedstawiciele. Nie uczestniczyło zatem pięciu prezbiterów i dwóch diakonów:
- Deusdedit OSB (1078) – kardynał prezbiter S. Pietro in Vincoli
- Herman de Gavardo OSB (1080) – kardynał prezbiter Ss. IV Coronati; biskup elekt Brescii
- Benedykt (1080) – kardynał prezbiter S. Pudenziana
- Roman (1082) – kardynał prezbiter S. Susanna
- Bonussenior (1082) – kardynał prezbiter S. Maria in Trastevere
- Pietro Atenulfi OSB (1085) – kardynał prezbiter i opat S. Benedetto in Salerno

- Gregorio da Pavia (1073) – kardynał diakon Świętego Kościoła Rzymskiego
- Damianus (1076) – kardynał diakon Świętego Kościoła Rzymskiego

Do grona kardynałów diakonów w obydwu obediencjach zaliczano wówczas jedynie członków kolegium diakonów pałacowych, których było najwyżej siedmiu. W 1084 roku kolegium to podzieliło się niemal po połowie: trzech dołączyło do antypapieża, a pozostałych czterech pozostało wiernych Grzegorzowi VII i jego następcy. 12 diakonów regionalnych dołączyło do grona kardynałów prawdopodobnie dopiero za pontyfikatu Paschalisa II (1099-1118).

## Wybór Urbana II
W chwili śmierci Wiktora III Rzym pozostawał w rękach antypapieża i nie było nadziei na jego rychłe odzyskanie. W tej sytuacji kardynałowie elektorzy zebrali się 9 marca 1088 w Terracina w kościele świętych Piotra i Cezarego, w towarzystwie kilkudziesięciu biskupów (także spoza Włoch), papieskiego prefekta Rzymu Benedykta oraz margrabini Matyldy z Toskanii. Przez trzy dni odprawiano zwyczajowe modły i nabożeństwa, aż w końcu w niedzielę 12 marca, zgodnie z powszechnymi oczekiwaniami i wolą zmarłego papieża jednogłośnie obrano kardynała biskupa Ostii Odona de Lagery, który przybrał imię Urban II. Wybór ogłosił publicznie kardynał Piotr Igneo, biskup Albano. Jeszcze tego samego dnia elekt został intronizowany i odprawił uroczystą mszę inaugurującą jego pontyfikat. Dopiero jednak w listopadzie 1088 nowy papież mógł wjechać do Rzymu.